# Tomasz Bagiński

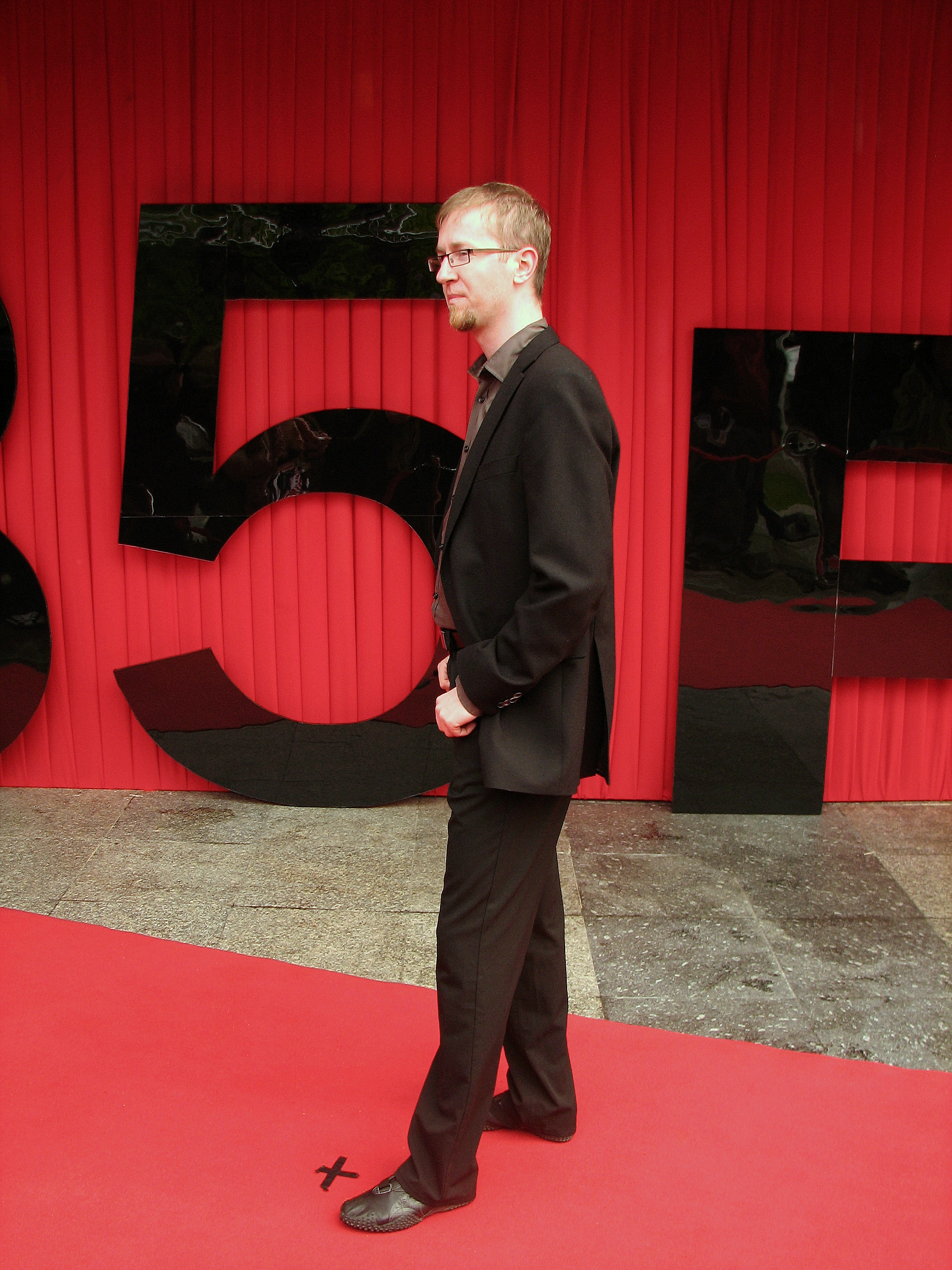
Tomasz Bagiński 2010

Tomasz Bagiński (* 10. Januar 1976 in Białystok, Polen) ist ein polnischer Animator, Illustrator, Filmregisseur und -produzent.

## Leben
Bagiński studierte Architektur an der Technischen Universität Warschau, brach das Studium jedoch nach vier Jahren vorzeitig ab. Bereits im Kinder- und Jugendalter hatte er mit Computeranimation experimentiert und brachte sich seine Kenntnisse selbst bei. Während seines Architekturstudiums hatte er seinen ersten Film Deszcz fertiggestellt, der 1997 erschien und den Wettbewerb YoungElectronicsArts 3D Graphics gewann. Er kam im gleichen Jahr zum CGI-Studio Platige Image in Warschau. In der Folge führte er bei zahlreichen Werbefilmen Regie, war aber auch für die Trailer von Computerspielen, darunter The Witcher und The Witcher 2: Assassins of Kings, zuständig. 2019 war er als Ausführender Produzent an der Fernsehserie The Witcher beteiligt.
Im Jahr 2002 wurde sein computeranimierter Kurzfilm Katedra veröffentlicht, nach Deszcz seine zweite Filmregiearbeit und die erste bei Platige Image. Katedra wurde 2003 für einen Oscar in der Kategorie Bester animierter Kurzfilm nominiert. Auch weitere Kurzanimationsfilme von Bagiński waren international erfolgreich: Sztuka spadania gewann 2006 einen BAFTA, während Kinematograf im Wettbewerb um den Goldenen Löwen der Filmfestspiele von Venedig lief. Bagiński schuf zudem Filme für die internationale Promotion Polens. Der polnische Filmbeitrag für die Expo 2010 in Shanghai Animowana historia Polski, der die Geschichte Polens animiert darstellte, wurde von ihm gedreht. Für Kontroversen sorgte 2011 sein Kurzfilm zum Beginn der sechsmonatigen EU-Ratspräsidentschaft Polens. Im Film tanzen ein Mann (Polen) und eine Frau (Europa) Tango. In einer Szene fehlt die Halskette der Frau. Der einfache Animationsfehler führte zu harschen Reaktionen, da interpretiert wurde, dass Polen für den Diebstahl verantwortlich sei.

## Filmografie (Auswahl)
- 1997: Deszcz
- 2002: Katedra
- 2004: Sztuka spadania
- 2009: Kinematograf
- 2009: Bieg
- 2010: Animowana historia Polski
- 2010: Paths of Hate (Produzent)
- 2014: Ambition

## Auszeichnungen
- 2003: Oscarnominierung, Bester animierter Kurzfilm, für Katedra
- 2005: Großer Preis für digitale Kurzfilme, Golden Horse Film Festival, für Sztuka spadania
- 2006: BAFTA, Bester animierter Kurzfilm, für Sztuka spadania
- 2008: Nominierung VES Award, Visual Effects Society Awards, für The Witcher
- 2011: Nominierung VES Award, Visual Effects Society Awards, für Paths of Hate